# Кинди (Мичиген)
Кинди (енгл. Kinde) град је у америчкој савезној држави Мичиген.

## Демографија
По попису из 2010. године број становника је 448, што је 86 (-16,1%) становника мање него 2000. године.
| Група             | 2000.       | 2010.       |
| Белци             | 518 (97,0%) | 429 (95,8%) |
| Афроамериканци    | 2 (0,4%)    | 0 (0,0%)    |
| Азијати           | 3 (0,6%)    | 4 (0,9%)    |
| Хиспаноамериканци | 1 (0,2%)    | 4 (0,9%)    |
| Укупно            | 534         | 448         |